# Mawsoniidae
Mawsoniidae es una familia extinta de peces celacantos prehistóricos que vivieron durante el Triásico al Cretácico. Los miembros de esta familia se diferencian de su grupo hermano, la familia Latimeriidae (la cual incluye a los celacantos actuales del género Latimeria) por la presencia de costillas osificadas, una textura rugosa y áspera en el dermatocráneo y los huesos de la mejilla, la ausencia de un subopérculo y del espiracular, y la reducción o pérdida del proceso descendente del hueso supratemporal. Los mawsónidos aparecieron por primera vez en América del Norte durante el Triásico Superior, antes de expandirse eventualmente a Europa, América del Sur, África, Madagascar y Asia. A diferencia de los latiméridos, los cuales son exclusivamente marinos, los mawsónidos eran también nativos de ambientes de agua dulce o salobre. Los mawsónidos se encuentran entre los celacantos más recientes conocidos, ya que los restos del género más reciente, Axelrodichthys de ambientes de agua dulce de Francia y de una especie marina indeterminada de Marruecos provienen de la época final del Cretácico, el Maastrichtiense, aproximadamente equivalente en edad a los fósiles más recientes conocidos de los latiméridos. Algunas especies de Mawsonia y Trachymetopon son conocidas por haber superado los 5 metros de longitud, lo que los incluye entre los mayores peces osteíctios que hayan existido.

## Filogenia
El siguiente cladograma se basa en el análisis realziado por Torino, Soto y Perea, 2021.
|  | Atacamaia           |
|  |                     |
|  | Luopingcoelacanthus |
|  |                     |

|  | Trachymetopon                                               |
|  |                                                             |
|  | Lualabaea                                                   |
|  |                                                             |
|  | \| \| Axelrodichthys \| \| \| \| \| \| Mawsonia \| \| \| \| |
|  |                                                             |
|  | Axelrodichthys                                              |
|  |                                                             |
|  | Mawsonia                                                    |
|  |                                                             |

|  | Axelrodichthys |
|  |                |
|  | Mawsonia       |
|  |                |

|  | Trachymetopon                                               |
|  |                                                             |
|  | Lualabaea                                                   |
|  |                                                             |
|  | \| \| Axelrodichthys \| \| \| \| \| \| Mawsonia \| \| \| \| |
|  |                                                             |
|  | Axelrodichthys                                              |
|  |                                                             |
|  | Mawsonia                                                    |
|  |                                                             |

|  | Axelrodichthys |
|  |                |
|  | Mawsonia       |
|  |                |

|  | Trachymetopon                                               |
|  |                                                             |
|  | Lualabaea                                                   |
|  |                                                             |
|  | \| \| Axelrodichthys \| \| \| \| \| \| Mawsonia \| \| \| \| |
|  |                                                             |
|  | Axelrodichthys                                              |
|  |                                                             |
|  | Mawsonia                                                    |
|  |                                                             |

|  | Axelrodichthys |
|  |                |
|  | Mawsonia       |
|  |                |

|  | Trachymetopon                                               |
|  |                                                             |
|  | Lualabaea                                                   |
|  |                                                             |
|  | \| \| Axelrodichthys \| \| \| \| \| \| Mawsonia \| \| \| \| |
|  |                                                             |
|  | Axelrodichthys                                              |
|  |                                                             |
|  | Mawsonia                                                    |
|  |                                                             |

|  | Axelrodichthys |
|  |                |
|  | Mawsonia       |
|  |                |

|  | Trachymetopon                                               |
|  |                                                             |
|  | Lualabaea                                                   |
|  |                                                             |
|  | \| \| Axelrodichthys \| \| \| \| \| \| Mawsonia \| \| \| \| |
|  |                                                             |
|  | Axelrodichthys                                              |
|  |                                                             |
|  | Mawsonia                                                    |
|  |                                                             |

|  | Axelrodichthys |
|  |                |
|  | Mawsonia       |
|  |                |

|  | Trachymetopon                                               |
|  |                                                             |
|  | Lualabaea                                                   |
|  |                                                             |
|  | \| \| Axelrodichthys \| \| \| \| \| \| Mawsonia \| \| \| \| |
|  |                                                             |
|  | Axelrodichthys                                              |
|  |                                                             |
|  | Mawsonia                                                    |
|  |                                                             |

|  | Axelrodichthys |
|  |                |
|  | Mawsonia       |
|  |                |

|  | Trachymetopon                                               |
|  |                                                             |
|  | Lualabaea                                                   |
|  |                                                             |
|  | \| \| Axelrodichthys \| \| \| \| \| \| Mawsonia \| \| \| \| |
|  |                                                             |
|  | Axelrodichthys                                              |
|  |                                                             |
|  | Mawsonia                                                    |
|  |                                                             |

|  | Axelrodichthys |
|  |                |
|  | Mawsonia       |
|  |                |

|  | Trachymetopon                                               |
|  |                                                             |
|  | Lualabaea                                                   |
|  |                                                             |
|  | \| \| Axelrodichthys \| \| \| \| \| \| Mawsonia \| \| \| \| |
|  |                                                             |
|  | Axelrodichthys                                              |
|  |                                                             |
|  | Mawsonia                                                    |
|  |                                                             |

|  | Axelrodichthys |
|  |                |
|  | Mawsonia       |
|  |                |